# 邦加島
邦加島，是印尼邦加－勿里洞省兩座主島之一，其面積約11,910平方公里，為印尼第九大島嶼。
邦加島位於蘇門答臘以東，隔邦加海峡，北临南中国海，東隔加斯帕爾海峽至勿里洞岛，南临爪哇海。邦加島的首府和最大市鎮在邦加檳港，第二大都市是雙溪利亞（烈港），而文島（Mentok）則是邦加島的主要港口。其他城鎮包括位於南部的都保里（Toboali）、高木（Koba, 邦加南部重要的採錫城鎮）、北部的勿里洋（以當地海產而馳名）。
邦加島上主要分佈著低地平原、沼澤、矮山、沙灘、白胡椒農場和錫礦場。2010年，印尼政府曾經計劃在邦加島興建核電廠。

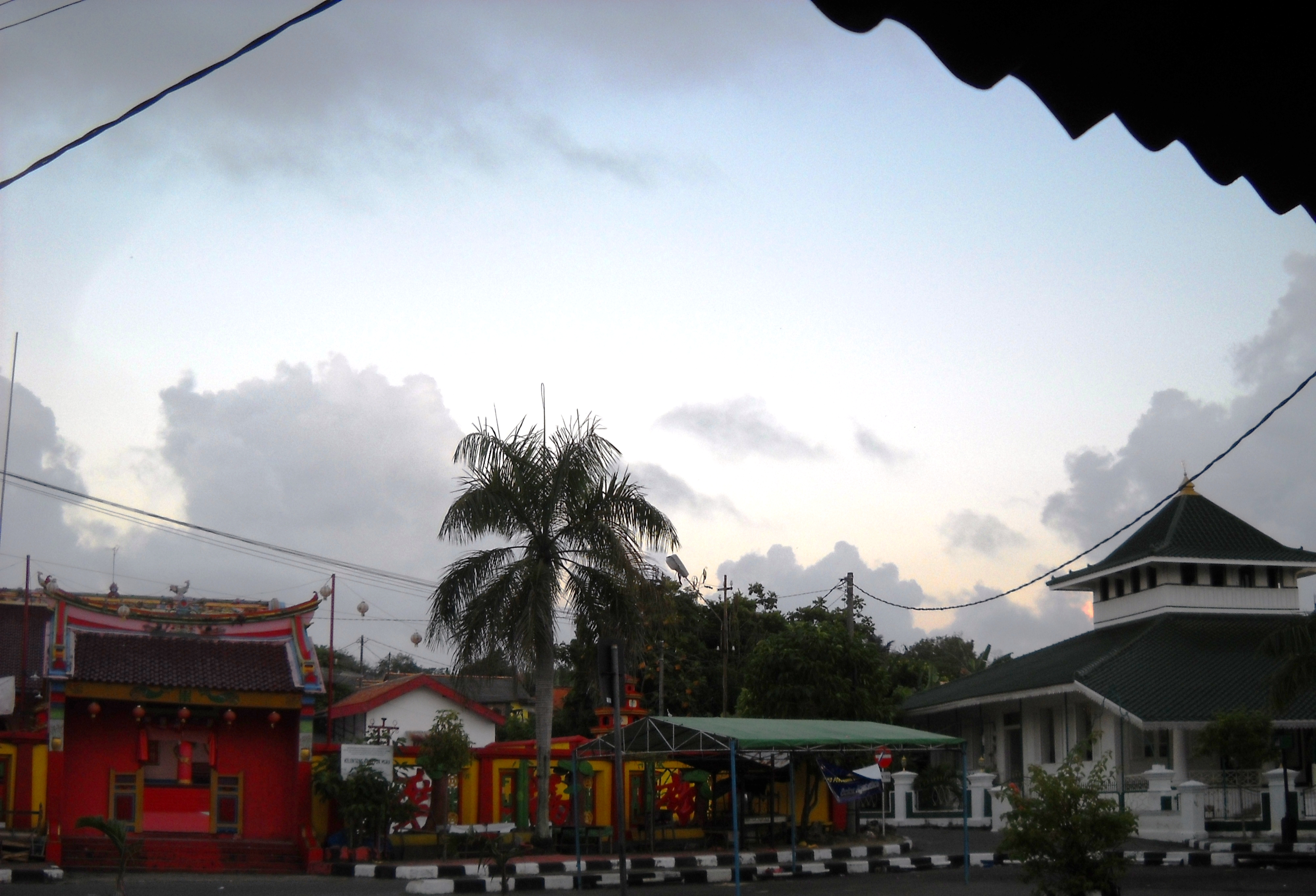
文島的寺廟和清真寺

## 经济
自从1710年以来，邦加岛一直是世界上首要的锡产地，現時锡工业由印尼政府垄断，冶煉廠則設於文島。邦加岛也出产白胡椒。

## 居民
邦加岛在1990年的人口為626,955，居民以马来族印尼人和汉族客家人为主。居民主要在锡礦场、油棕農場、橡膠園和胡椒农场工作，亦有居民從事煉錫產業和捕漁業。2010年人口則上升至960,692人。

## 历史
在冰河時期，邦加島曾與爪哇、蘇門答臘和婆羅洲一樣與亞洲大陸相連。後來海平面上升，邦加才與亞洲大陸和其他島嶼分隔開。
約公元7世紀創造的Kota Kapur石碑見證邦加島當時就受到三佛齊的文化影響。14世紀，滿者伯夷的統治者加查·馬達把勢力範圍擴展至邦加島。
明朝曾隨鄭和四次下西洋的翻譯官費信，在正統元年（1436年）著《星槎勝覽》，紀錄下西洋時所見所聞各國風土人情，其中曾提及邦加島，称之为彭加山。《东西洋考》作彭家山，《海岛逸志》作蚊甲。
滿者伯夷消亡後，柔佛蘇丹國和米南佳保蘇丹國把伊斯蘭教傳播到邦加島。之後，邦加島曾先後由萬丹蘇丹國和巨港蘇丹國管治。
邦加島上的錫礦約於1710年被發現，自此錫礦就吸引周邊地區、甚至遠至中國的民眾移居至邦加島從事採礦。1722年，荷蘭東印度公司與巨港蘇丹國達成協議，從蘇丹國購得邦加島上的所有錫礦。然而蘇丹國與荷蘭人的摩擦亦日漸升溫。1811年英國侵略爪哇期間，巨港蘇丹Mahmud Badaruddin派人襲擊和屠殺了邦加島上的荷蘭人。其後他被英軍廢黜和處決。

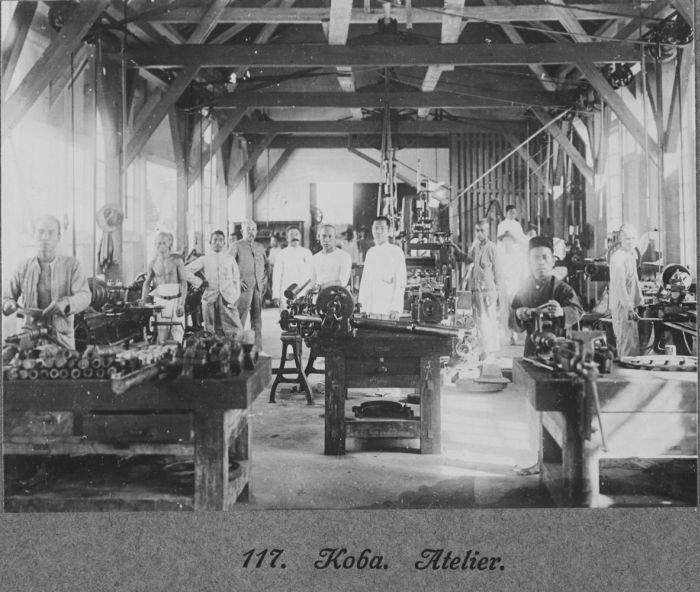
邦加島採錫工人的照片

1812年Badaruddin的繼承者将邦加岛割让英国，然而1814年英国為取得柯枝的控制權，將邦加岛轉交荷兰。18世紀，邦加成為了亞洲重要的錫生產地，錫年產量可達1,250噸。1930年邦加島的人口為205,363。

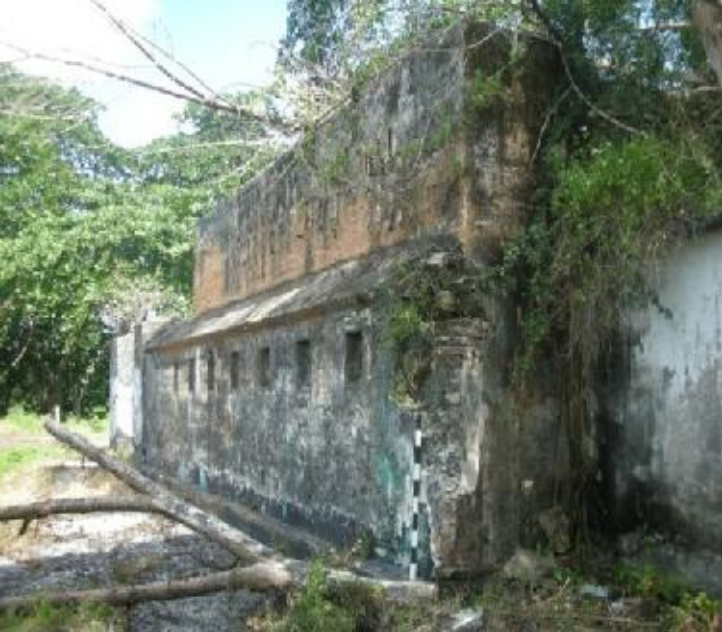
始建於1825年、位於都保里的荷蘭堡壘遺跡

1942年2月至1945年8月，邦加島被日本侵占。1942年2月16日，日軍曾以機關槍殺害22名澳洲軍的隨軍護士和60名澳洲軍人，最後只有1名護士和2位軍人存活。日軍當時亦於檳港東南方興建機場以防禦盟軍侵襲，今日該處已發展為邦加島的主要機場德帕蒂·阿米爾機場。

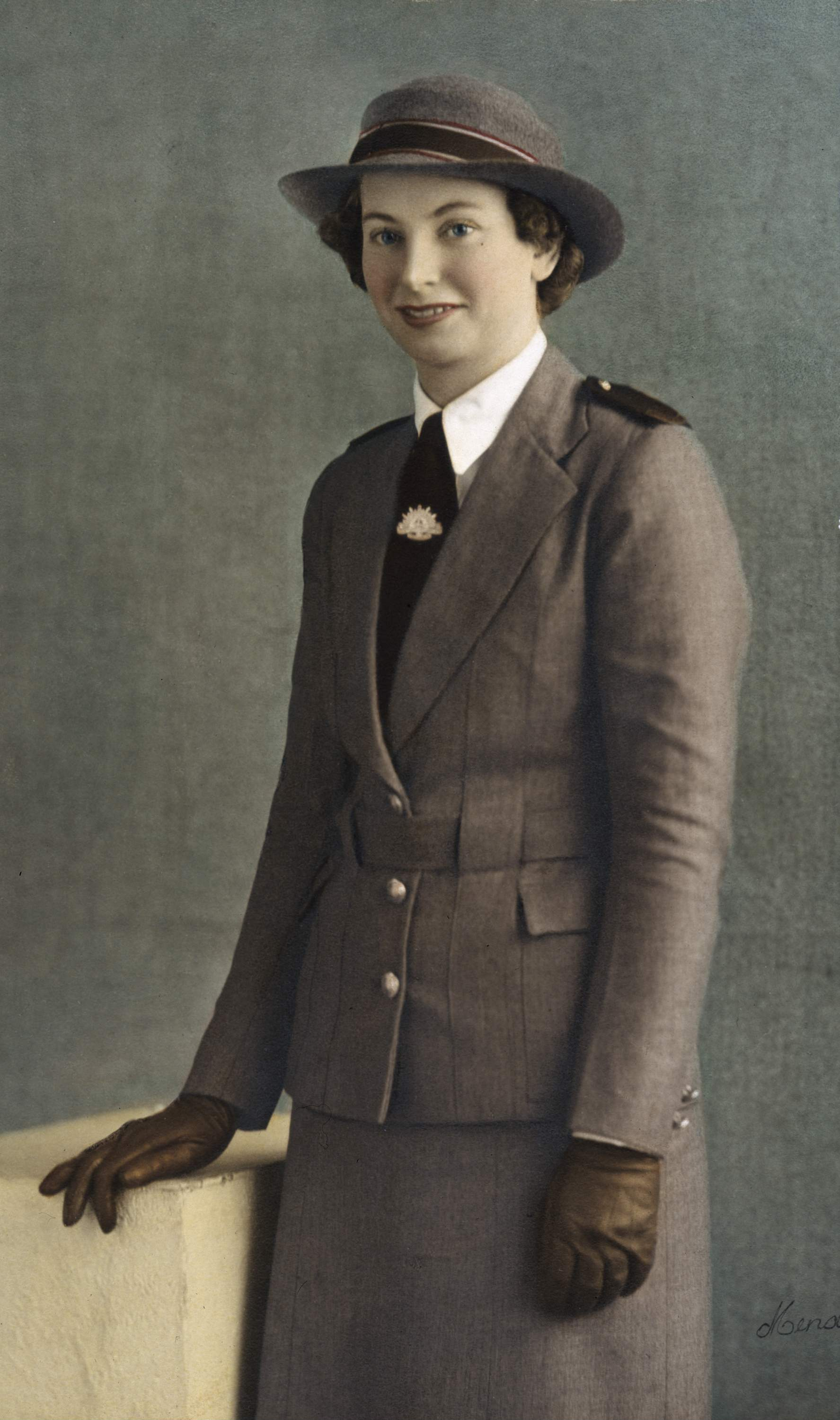
於1942年日軍屠殺中倖存的護士Vivian Bullwinkel

印度尼西亞獨立革命（1945-1949）期間，共和黨領袖蘇加諾和穆罕默德·哈達曾被流放至邦加島。1949年邦加成为独立印度尼西亚的一部分。邦加岛与勿里洞原为南苏门答腊省的一部分，2000年此兩島與鄰近的附屬島嶼從該省分離，組成邦加－勿里洞省。